# Sonic 3D: Flickies' Island
Sonic 3D: Flickies' Island (angleško dobesedno Otok flickyjev), v Ameriki znano kot Sonic 3D Blast, je ploščadna igra franšize Ježek Sonic japonskega podjetja Sega. Izvorno je zšla leta 1996 za Sega Mega Drive, nato pa še leta 1997 za Sega Saturn in operativni sistem Windows.
To je bila zadnja igra v franšizi, ki je izšla za 16-bitno konzolo Sega Mega Drive.

## Zgodba
Doktor Robotnik odkrije otok, na katerem živi posebna vrsta ptičev, flickyji. Robotnik ugotovi, da flickyji lahko potujejo kamorkoli s pomočjo velikih obročev. Z namenom, da mu bodo pomagali pri iskanju Smaragdov Kaosa ptiče polovi in jih zapre v svoje robote, imenovane badnike.
Tedaj je na Sonicu, da reši flickyje in ustavi Robotnika.
Če igralec zbere vseh sedem Smaragdov Kaosa se na koncu igre Sonic pomeri proti Robotniku, ki upravlja velikega robota. V nasprotnem primeru Robotnik na koncu igre pobegne s Smaragdi Kaosa.

### Liki
- Ježek Sonic
- Lisjak Tails
- Kljunati ježek Knuckles
- Doktor Robotnik

## Potek igre
Igro sestavlja v celoti osem con, od katerih je vsaka razdeljena na tri dejanja.
Igralec upravlja Sonica v izometrični projekciji.

### Posebne cone
Za vstop v posebno cono je potrebno v coni poiskati Tailsa oziroma Knucklesa in mu izročiti najmanj 50 obročev. Za vsako okolje imajo posebne cone svojo različico:
- V različici za Sega Mega Drive igralec Sonica pelje po mostu, kjer zbira obroče in se izogiba bombam.
- V različici za Sega Saturn igralec Sonica pelje po tri-dimenzijski polcevi, kjer zbira obroče in se izogiba bombam.
- V različici za Microsoft Windows igralec Sonica pelje po polcevi (podobni tisti iz Sonic the Hedgehog 2), kjer zbira obroče in se izogiba bombam.

Če igralec zbere dovolj obročev prejme en Smaragd Kaosa.